# Brixia Tour 2008
Il Brixia Tour 2008, ottava edizione della corsa, si svolse dal 23 al 27 luglio 2008 su un percorso di 807,7 km e venne vinta dall'italiano Santo Anzà, che terminò la gara in 19h38'50".

## Tappe
| Tappa  | Data      | Percorso                            | km    | Vincitore di tappa | Leader cl. generale |
| ------ | --------- | ----------------------------------- | ----- | ------------------ | ------------------- |
| 1ª-1ª  | 23 luglio | Rottofreno > Orzinuovi              | 141,5 | Danilo Napolitano  | Danilo Napolitano   |
| 1ª-2ª  | 23 luglio | Brescia > Brescia (cron. a squadre) | 12,3  | Skil-Shimano       | Yusuke Hatanaka     |
| 2ª     | 24 luglio | Buffalora > Toscolano Maderno       | 157,4 | Eddy Ratti         | Santo Anzà          |
| 3ª     | 25 luglio | Darfo Boario Terme > Borno          | 155,5 | Gabriele Bosisio   | Santo Anzà          |
| 4ª     | 26 luglio | Concesio > Passo Maniva             | 156,5 | Santo Anzà         | Santo Anzà          |
| 5ª     | 27 luglio | Pisogne > Darfo Boario Terme        | 184,5 | Mattia Gavazzi     | Santo Anzà          |
| Totale | Totale    | Totale                              | 807,7 |                    |                     |

## Squadre e corridori partecipanti
Vennero iscritte alla corsa diciannove squadre, composte ciascuna da otto corridori. Cinque di queste formazioni avevano licenza UCI Pro Tour, dieci rientravano nella fascia UCI Professional Continental e quattro in quella UCI Continental.
| N.    | Cod. | Squadra                         |
| ----- | ---- | ------------------------------- |
| 1-8   | GST  | Gerolsteiner                    |
| 11-18 | LAM  | Lampre                          |
| 21-28 | MRM  | Team Milram                     |
| 31-38 | LIQ  | Liquigas                        |
| 41-48 | QST  | Quick Step                      |
| 51-58 | BAR  | Team Barloworld                 |
| 61-68 | FLM  | Ceramica Flaminia-Bossini Docce |
| 71-78 | CSF  | CSF Group-Navigare              |
| 81-88 | LPR  | LPR Brakes-Ballan               |
| 91-98 | ASA  | Acqua & Sapone-Caffè Mokambo    |

| N.      | Cod. | Squadra                          |
| ------- | ---- | -------------------------------- |
| 101-108 | TCS  | Tinkoff Credit Systems           |
| 111-118 | GAP  | Preti Mangimi-Prisma Stufe       |
| 121-128 | SKS  | Skil-Shimano                     |
| 131-138 | NGC  | NGC Medical-OTC Industria Porte  |
| 141-148 | SDA  | Serramenti Diquigiovanni-Androni |
| 151-158 | KPT  | Katay Cycling Team               |
| 161-168 | AMO  | Amore & Vita-McDonald's          |
| 171-178 | MIE  | Miche-Silver Cross               |
| 181-188 | NEP  | Team Nippo-Endeka                |

## Dettagli delle tappe

### 1ª tappa-1ª semitappa
- 23 luglio: Rottofreno > Orzinuovi – 141,5 km

Risultati
| Pos. | Corridore         | Squadra       | Tempo    |
| ---- | ----------------- | ------------- | -------- |
| 1    | Danilo Napolitano | Lampre        | 3h35'10" |
| 2    | Mattia Gavazzi    | Preti Mangimi | s.t.     |
| 3    | Bernardo Riccio   | Tinkoff       | s.t.     |

| Pos. | Corridore         | Squadra       | Tempo    |
| ---- | ----------------- | ------------- | -------- |
| 1    | Danilo Napolitano | Lampre        | 3h35'04" |
| 2    | Mattia Gavazzi    | Preti Mangimi | a 2"     |
| 3    | Paolo Savoldelli  | LPR Brakes    | a 3"     |

### 1ª tappa-2ª semitappa
- 23 luglio: Brescia > Brescia – Cronometro a squadre – 12,3 km

Risultati
| Pos. | Squadra                         | Tempo  |
| ---- | ------------------------------- | ------ |
| 1    | Skil-Shimano                    | 15'05" |
| 2    | NGC Medical-OTC Industria Porte | a 14"  |
| 3    | Quick Step                      | a 23"  |

| Pos. | Corridore       | Squadra      | Tempo    |
| ---- | --------------- | ------------ | -------- |
| 1    | Yusuke Hatanaka | Skil-Shimano | 3h50'15" |
| 2    | Yukihiro Doi    | Skil-Shimano | s.t.     |
| 3    | Albert Timmer   | Skil-Shimano | s.t.     |

### 2ª tappa
- 24 luglio: Buffalora > Toscolano Maderno – 157,4 km

Risultati
| Pos. | Corridore       | Squadra      | Tempo    |
| ---- | --------------- | ------------ | -------- |
| 1    | Eddy Ratti      | Nippo-Endeka | 3h37'16" |
| 2    | Davide Rebellin | Gerolsteiner | a 6"     |
| 3    | Massimo Giunti  | Miche        | s.t.     |

| Pos. | Corridore             | Squadra       | Tempo    |
| ---- | --------------------- | ------------- | -------- |
| 1    | Santo Anzà            | Diquigiovanni | 7h28'04" |
| 2    | Francesco Masciarelli | Acqua & Sap.  | s.t.     |
| 3    | Christian Pfannberger | Barloworld    | a 2"     |

### 3ª tappa
- 25 luglio: Darfo Boario Terme > Borno – 155,5 km

Risultati
| Pos. | Corridore        | Squadra       | Tempo    |
| ---- | ---------------- | ------------- | -------- |
| 1    | Gabriele Bosisio | LPR Brakes    | 3h39'44" |
| 2    | Filippo Simeoni  | Cer. Flaminia | a 2"     |
| 3    | Marco Cattaneo   | NGC Medical   | a 3"     |

| Pos. | Corridore             | Squadra       | Tempo     |
| ---- | --------------------- | ------------- | --------- |
| 1    | Santo Anzà            | Diquigiovanni | 11h07'55" |
| 2    | Francesco Masciarelli | Acqua & Sap.  | a 3"      |
| 3    | Davide Rebellin       | Gerolsteiner  | a 7"      |

### 4ª tappa
- 26 luglio: Concesio > Passo Maniva – 156,5 km

Risultati
| Pos. | Corridore             | Squadra       | Tempo    |
| ---- | --------------------- | ------------- | -------- |
| 1    | Santo Anzà            | Diquigiovanni | 4h19'59" |
| 2    | Eddy Ratti            | Nippo-Endeka  | s.t.     |
| 3    | Francesco Masciarelli | Tinkoff       | s.t.     |

| Pos. | Corridore             | Squadra       | Tempo     |
| ---- | --------------------- | ------------- | --------- |
| 1    | Santo Anzà            | Diquigiovanni | 15h27'41" |
| 2    | Francesco Masciarelli | Acqua & Sap.  | a 9"      |
| 3    | Eddy Ratti            | Nippo-Endeka  | a 16"     |

### 5ª tappa
- 27 luglio: Pisogne > Darfo Boario Terme – 184,5 km

Risultati
| Pos. | Corridore         | Squadra       | Tempo    |
| ---- | ----------------- | ------------- | -------- |
| 1    | Mattia Gavazzi    | Preti Mangimi | 4h11'09" |
| 2    | Danilo Napolitano | Lampre        | s.t.     |
| 3    | Simone Cadamuro   | Nippo-Endeka  | s.t.     |

| Pos. | Corridore             | Squadra       | Tempo     |
| ---- | --------------------- | ------------- | --------- |
| 1    | Santo Anzà            | Diquigiovanni | 19h38'50" |
| 2    | Francesco Masciarelli | Acqua & Sap.  | a 9"      |
| 3    | Eddy Ratti            | Nippo-Endeka  | a 16"     |

## Classifiche finali

### Classifica generale - Maglia azzurra
| Pos. | Corridore             | Squadra       | Tempo     |
| ---- | --------------------- | ------------- | --------- |
| 1    | Santo Anzà            | Diquigiovanni | 19h38'50" |
| 2    | Francesco Masciarelli | Tinkoff       | a 9"      |
| 3    | Eddy Ratti            | Nippo-Endeka  | a 16"     |
| 4    | Davide Rebellin       | Gerolsteiner  | a 29"     |
| 5    | Domenico Pozzovivo    | CSF Group     | a 34"     |
| 6    | Luca Pierfelici       | Acqua & Sap.  | a 54"     |
| 7    | Massimo Giunti        | Miche         | a 1'04"   |
| 8    | Filippo Simeoni       | Cer. Flaminia | a 1'23"   |
| 9    | Marco Cattaneo        | NGC Medical   | a 1'27"   |
| 10   | Ruslan Pidhornyj      | LPR Brakes    | a 1'36"   |